# U.S. Route 95
U.S. Route 95 is een U.S. Route in het westen van de Verenigde Staten. Als een van de weinige noord-zuidgeoriënteerde U.S. Routes in het Amerikaanse westen is U.S. 95 niet afgebroken of vervangen door een nieuwere Interstate highway. U.S. Route 95 is namelijk voor het grootste deel een heel landelijke weg. Het is evenwel nog steeds een van de belangrijkste noord-zuidwegen in de staten Nevada en Idaho.

## Wegbeschrijving
De weg begint in het zuiden aan de Mexicaanse grens in het uiterste zuidwesten van Arizona, in San Luis, ten noorden van de Mexicaanse stad San Luis Río Colorado, waar U.S. 95 op de Carretera Federal 2 aansluit. U.S. 95 vervolgt dan haar weg noordwaarts langs de Colorado. Na een klein stukje in Zuidoost-Californië, betreedt U.S. 95 de staat Nevada. Beginnende ten zuidoosten van Las Vegas valt de weg samen met Interstate 515 en U.S 93 als een snelweg met meerdere rijstroken. Na de kruising met de I-15 scheiden de wegen. U.S. 95 gaat door als snelweg tot ze de agglomeratie verlaat, waarna het opnieuw een expresweg wordt. 
Naarmate de weg de bewoonde wereld verder achter zich laat, wordt ze kleiner, tot U.S. 95 juist een gewone tweebaansweg is. De weg doorkruist het desolate noorden van de staat, waar ze meermaals samenvalt met andere wegen, waaronder U.S. 6 en I-80. De weg steekt de staatsgrens met Oregon over in het gehucht McDermitt. Ten zuidwesten van de agglomeratie rond Boise, na een heel eind door het nagenoeg onbewoonde zuidoosten van Oregon, betreedt U.S. 95 de staat Idaho. De weg, die in Idaho wordt uitgebreid tot een expresweg, blijft evenwel ten westen van steden als Nampa en Caldwell. Ze vervolgt haar weg langs de Snake River tot ze in Weiser naar het noordoosten afbuigt. Veel noordelijker nadert de U.S. 95 opnieuw de Snake River, bij Lewiston. Ten noorden daarvan flirt de expresweg meermaals met de grens met de staat Washington, tot ze Coeur d'Alene bereikt, waarna de weg wat meer naar het oosten afbuigt. U.S. 95 passeert ten slotte langs het stuwmeer Lake Pend Oreille en door de vallei van de Kootenay-rivier, alvorens de Canadese grens over te steken ten oosten van die vallei. In Brits-Columbia (Canada) gaat de weg verder als de British Columbia Highway 95.
1 ·
2 ·
3 ·
4 ·
5 ·
6 ·
7 ·
8 ·
9 ·
10 ·
11 ·
12 ·
13 ·
14 ·
15 ·
16 ·
17 ·
18 ·
19 ·
20 ·
21 ·
22 ·
23 ·
24 ·
25 ·
26 ·
27 ·
28 ·
29 ·
30 ·
31 ·
32 ·
33 ·
34 ·
35 ·
36 ·
37 ·
38 ·
39 ·
40 ·
41 ·
42 ·
43 ·
44 ·
45 ·
46 ·
48 ·
49 ·
50 ·
51 ·
52 ·
53 ·
54 ·
55 ·
56 ·
57 ·
58 ·
59 ·
60 ·
61 ·
62 ·
63 ·
64 ·
65 ·
66 ·
67 ·
68 ·
69 ·
70 ·
71 ·
72 ·
73 ·
74 ·
75 ·
76 ·
77 ·
78 ·
79 ·
80 ·
81 ·
82 ·
83 ·
84 ·
85 ·
87 ·
89 ·
90 ·
91 ·
92 ·
93 ·
94 ·
95 ·
96 ·
97 ·
98 ·
99 ·
101 ·
131 ·
163 ·
199 ·
340 ·
400 ·
412 ·
425